# الوكالة الأوروبية لحرس الحدود والسواحل
الوكالة الأوروبية لحرس الحدود والسواحل (بالإنجليزية:European Border and Coast Guard Agency) تعرف اختصارا باسم فرونتكس أي Frontex، هي وكالة تابعة لـ الاتحاد الأوروبي ومقرها في وارسو، عاصمة بولندا، الوكالة مكلفة بمراقبة الحدود في منطقة شنغن الأوروبية. بالتنسيق مع حرس الحدود وحرس السواحل في الدول الأعضاء في منطقة شنغن.
تأسست فرونتكس في عام 2005 بوصفها الوكالة الأوروبية لإدارة التعاون التشغيلي على الحدود الخارجية ، وهي المسؤولة في المقام الأول عن تنسيق جهود مراقبة الحدود. رداً على أزمة المهاجرين 2015-2016 ، اقترحت المفوضية الأوروبية في 15 ديسمبر 2015 ، تمديد ولاية فرونتكس وتحويلها إلى وكالة حرس الحدود والسواحل الأوروبية. في 18 ديسمبر 2015 ، أيد المجلس الأوروبي الاقتراح دوما ، وبعد التصويت من قبل البرلمان الأوروبي ، تم إطلاق الحدود الأوروبية وخفر السواحل رسميا في 6 أكتوبر 2016 على الحدود الخارجية البلغارية مع تركيا.

## مهام الوكالة
تقوم فرونتكس بنشر لحرس الحدود والسواحل، إلى جانب سفن دوريات وطائرات وسيارات دوريات وغيرها من المعدات إلى دول الاتحاد الأوروبي للمساعدة في إدارة الحدود. يعمل كل شهر حوالي 1500 من ضباط حرس الحدود والسواحل في مواقع مختلفة على حدود الاتحاد الأوروبي، ويساعدون السلطات الوطنية في تنظيم الحدود والمراقبة وتسجيل المهاجرين وجمع المعلومات عن الشبكات الإجرامية ومحاربة تزوير الوثائق وغيرها من الجرائم العابرة للحدود. يمكن لـلوكالة أيضًا نشر الأشخاص والمعدات إلى الدول الموجودة خارج الاتحاد الأوروبي التي وقعت اتفاقية مع الاتحاد الأوروبي وطلبت مساعدة فرونتكس على حدودها.

## التعاون مع دول شمال افريقيا والمشرق
أطلقت فلرونتكس برنامج الاتحاد الأوروبي للأمن الحدودي لتعزيز التعاون في منطقة الجوار الجنوبي لتعزيز الشراكة الهيكلية وتبادل التجارب والخبرات في مجال الإدارة المتكاملة للحدود ومكافحة الجريمة العابرة للحدود. يعمل البرنامج على تعريف الدول المشاركة بالسلطات المفوضة للوكالة الأوروبية لحرس الحدود والسواحل وتحسين القدرة على إدارة تحليل المخاطر، رصد الوضعية والعمليات التقنية في حماية الحدود والسواحل، مساهمة بذلك في مكافحة التهديدات الأمنية وبالتحديد الجريمة المنظمة والإرهاب حسب الأولويات التي تحددها البلدان الشريكة.

## انتهاكات حقوقية
14 أغسطس 2022، أصدر المرصد الأورومتوسطي لحقوق الإنسان تقريراً وثق فيه آثار برنامج مراقبة المهاجرين وطالبي اللجوء التابع لمفوضية الاتحاد الأوروبي، حيث أشار إلى أن برنامج المراقبة يعمل بشكل خطير وغير قانوني على جمع معلومات تفصيلية حول المهاجرين وطالبي اللجوء، مثل البيانات الجينية والبيومترية مثل الحمض النووي وبصمات الأصابع، ومعتقداتهم الدينية، وتوجهاتهم الجنسية. علاوة على ذلك، أشار الأورومتوسطي أن البرنامج سيتسبب بتجريم الأبرياء، وإعاقة حقهم في طلب اللجوء، وتسهيل إجراءات طردهم وإعادتهم إلى بلدانهم، بالإضافة إلى ترسيخ التصور المغلوط الذي يربط بين اللجوء والإرهاب.